# Збура Іван
Збура Іван (20 січня 1860, Звиняч — 28 жовтня 1940, Едмонтон) — український поет.

## Життєпис
Народився 20 січня 1860 року у селі Звинячі (нині Чортківський район Тернопільської області, Україна). Відомості про навчання і юнацькі роки не збереглися.
1898 року емігрував до Канади. Жив на фермі в Бівер-Крік (Альберта), працював фермером. Потім мешкав в Едмонтоні.
Помер в Едмонтоні 28 жовтня 1940 року. Похований на фермерському цвинтарі поблизу міста Ламонта.

## Творчість
автор віршів
- «Канадійські емігранти», датований: «Бівер-Крік, 30 грудня 1898 року»[4], надрукований 2 лютого 1899 року в газеті «Свобода» і вважається першим українським віршем, що побачив світ у Канаді, а самого автора вважають першим українським поетом на канадській землі[2]. Вірш складається зі 111 рядків, серед яких чотири написані польською мовою. Має форму так званих народних віршів і характеризується простотою виконання. Ритмічні нерівності вказують на відсутність належної літературної освіти у 38-річного автора, що свідчить про його самобутність[5].
- «Фармерські злидні» вміщені в газеті «Новому шляху» за 20 грудня 1932 року[4].

Значна частина його поетичної спадщини була видана вже після його смерті, зокрема в альманасі «Північне сяйво» (Едмонтон, 1960) та «Антології української поезії в Канаді» (Едмонтон, 1975).